# Estados Pontificios
Los Estados Pontificios, oficialmente Estado de la Iglesia (en latín: Status Ecclesiasticus; en italiano: Stato della Chiesa), fueron los territorios en la península itálica bajo la autoridad directa del papa, con breves interregnos, desde 756 hasta 1870. En su máxima extensión, cubrieron las regiones italianas modernas de Lacio, Las Marcas, Umbría y Emilia-Romaña, así como los territorios franceses del Condado Venaissin y Aviñón.
En 1861, los Estados Pontificios fueron reducidos al Lacio y se convirtieron en un enclave del Reino de Cerdeña, el cual se proclamó como el nuevo Reino de Italia. Entre 1870 y 1929, el papa no tuvo ningún territorio físico y el Vaticano estuvo bajo soberanía italiana. El papa Pío XI y Benito Mussolini finalmente resolvieron la crisis y crearon el Estado de la Ciudad del Vaticano, al cual se adjudicaron 44 hectáreas de la ciudad de Roma, en la zona de los edificios históricos papales, en la Colina Vaticana.

## Historia

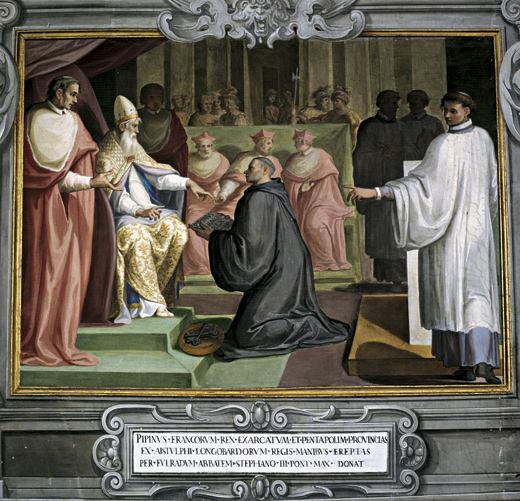
La donación de Pipino el Breve.

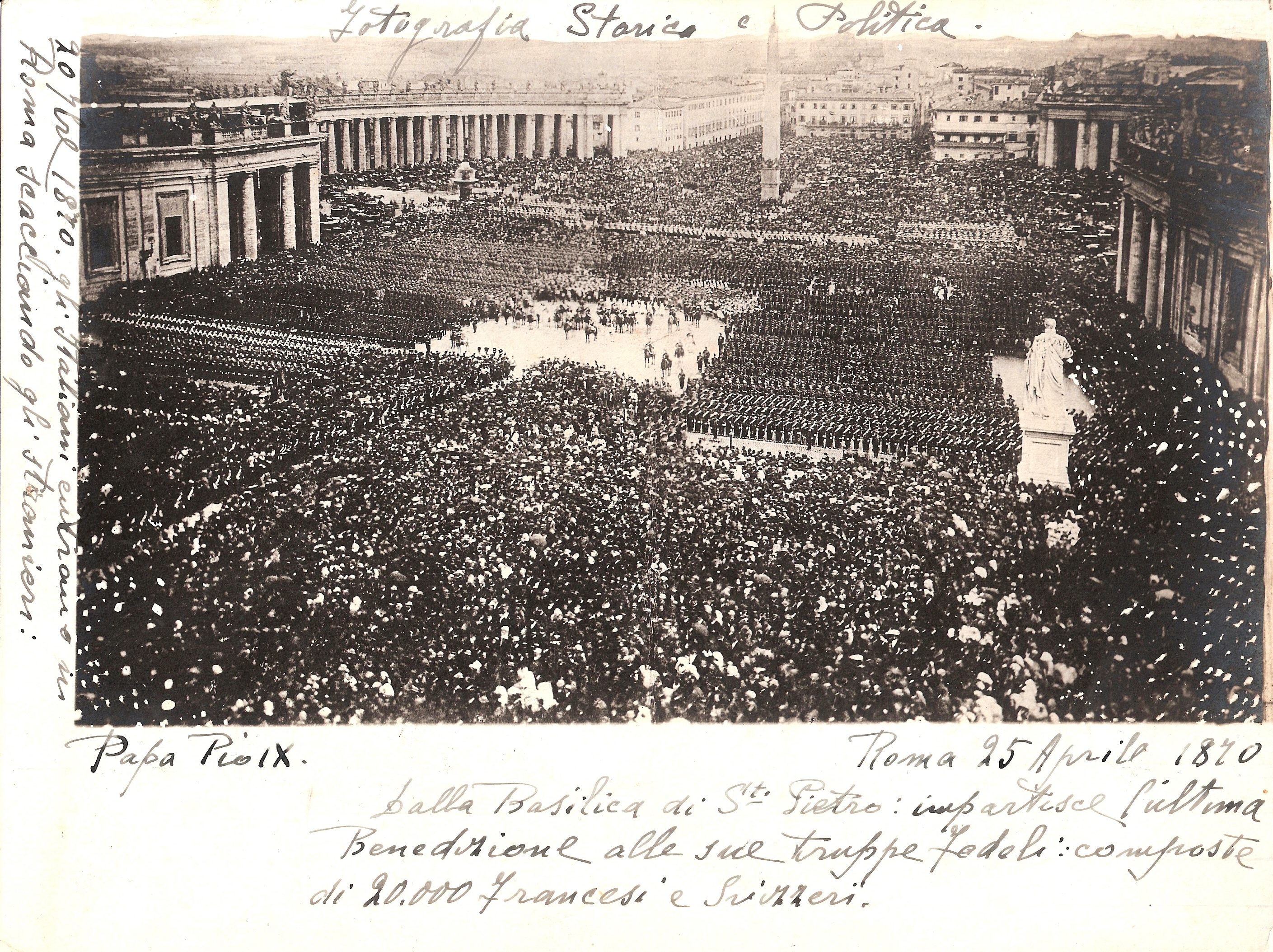
La Plaza de San Pedro hacia 1870.

### Creación
Cuando en el año 751 el rey lombardo Astolfo se apoderó de Rávena, finalizando así el exarcado de Rávena, el papa asumió el pleno poder de gobierno (dicio) en el Ducado de Roma (que pasaría a ser denominado como patrimonio de san Pedro), reconociendo al emperador bizantino como su soberano. Pero como el ducado de Roma había sido parte del exarcado, fue reclamado por Astolfo. A poco de llegar al solio, Esteban II negoció con Astolfo una tregua de cuarenta años, pero Astolfo la rompió a los cuatro meses, y en junio de 752 reclamó jurisdicción e impuestos, emprendiendo la marcha a Roma. Ante esto, el papa pidió auxilio al emperador Constantino V, pero este se limitó a mandar una misiva a Astolfo para que restituyera los territorios imperiales de los que se había adueñado, por lo que optó finalmente apelar al rey de los francos, Pipino el Breve, emprendiendo viaje a Francia. El rey de los francos envió dos emisarios al papa para escoltarlo. El 6 de enero del año 754, Esteban II fue acogido obsequiosamente por Pipino en Ponthión. Esteban volvió a suplicar al rey para que eliminara la amenaza de los lombardos. El resultado de este encuentro fue el compromiso de Pipino para otorgar los territorios conquistados por los lombardos al papa.
El 28 de julio del año 754, el papa, aunque enfermo, ungió solemnemente a Pipino en San Denis cerca de París, sellándose así la legitimidad de la dinastía, y confiriendo al rey y a los suyos el título de «Patricios de los Romanos», que era el título que usaban los exarcas bizantinos. Pipino emprendió camino de Italia y derrotó dos veces al rey Astolfo, en agosto de 754 y en junio de 756. En el tratado de paz impuesto a Astolfo, este tuvo que ceder a perpetuidad veintidós ciudades a la Iglesia de Roma en la Pentápolis, la Emilia, Comacchio y Narni, que se añadieron al ducado de Roma. Los emisarios del emperador Constantino V ofrecieron un soborno al rey franco, el cual respondió que esas ciudades pertenecían a «San Pedro» y a la Iglesia de Roma. El abad Fulrado de Saint Denis tomó posesión de las ciudades y colocó las llaves en el altar de San Pedro, junto al documento conocido como Donación de Pipino en el Archivo papal. No obstante, el papa siguió considerando al emperador como soberano formal del territorio.
Sin embargo, el peligro lombardo no había quedado definitivamente conjurado por las acciones militares de Pipino el Breve. El rey Desiderio invadió los Estados Pontificios. Adriano I, papa desde 774, invocó de nuevo en este trance a los francos para que le dispensasen su protección. Carlomagno acudió ahora en su ayuda. El resultado fue la restitución de los bienes de la Iglesia y la promesa, no cumplida, de anexión de otros territorios. En todo caso, la mayor parte de la Italia central pasó a estar bajo la administración de los papas.

### Imperio carolingio
La conquista de Carlomagno, hijo de Pipino, del reino lombardo colocó al rey de los francos en un plano de superioridad y limitó las aspiraciones territoriales del papa. Finalmente, el papa León III (795-816) rompió con el Imperio bizantino y coronó como emperador a Carlomagno, lo cual supuso que el papa renunció a la autoridad del emperador bizantino —que ya había venido haciendo en los documentos públicos desde 775—, que había subordinado al nuevo emperador a la autoridad de la Iglesia de Roma, pero en el gobierno de los Estados Pontificios. A Carlomagno la coronación imperial le supuso el reconocimiento de su soberanía política sobre Roma: el emperador era el soberano del patrimonio romano, mientras que el papa era el que gobernaba el territorio como lugarteniente del emperador. La relación entre el emperador y el papa quedó fijada en 816 con el pactum ludivicianum, en el que se definieron los territorios, la jurisdicción y autoridad del papa, se reconocieron elecciones papales libres y la intervención del emperador a petición del papa. La Constitutio Romana de 824 supuso la afirmación de la soberanía carolingia en los territorios papales, por la que el coemperador Lotario I (817-855) ponía bajo control imperial los actos políticos y administrativos del papa con la presencia permanente de dos missi dominici, así como le obligaba a un juramento de fidelidad hacia el emperador antes de su consagración. Su hijo, el emperador Luis II (844-875), se aferró a estas prerrogativas al intervenir en las elecciones papales, al ejercer control sobre la política interna de Roma y también en el antiguo Exarcado de Rávena, y al instalar en el territorio a vasallos imperiales. A pesar de este control imperial sobre el papa, la unción y coronación imperial de Luis II en abril de 850 asentó una constante a lo largo del medievo, que tales ritos solo podía hacerlos el papa, y en Roma, incluso si había sido ungido rey previamente. En 855, con la abdicación y muerte del emperador Lotario I, Luis II, que ya era rey de Italia, no obtuvo territorios al norte de los Alpes, y al quedar como soberano italiano, se identificó el título imperial con el reino italiano.
Las razzias sarracenas sobre la costa italiana impulsaron a los papas a buscar protección en el emperador Luis II, y además, los pontífices necesitaban la protección frente a la aristocracia romana, de modo que el cometido reservado desde entonces para el emperador era la protección de la Iglesia romana. Su muerte en 875 privará al papado de apoyo, lo que les llevará a buscar candidatos a ser coronados como emperador entre aquellos que pudieran defenderlo de los musulmanes y de los señores locales. Aun así, el papado tuvo que pedir ayuda a los bizantinos, por lo que mantuvo una postura más flexible con Bizancio en materia religiosa.

### DelsigloXalXV
Desaparecido el Imperio carolingio, el rey de Italia, Berengario II, amenazó los Estados de la Iglesia. Juan XII requirió el amparo de Otón el Grande, quien doblegó al hostigador y entró triunfante en Roma. Allí, en la Basílica de San Pedro, el papa restableció la dignidad imperial, coronando a Otón como emperador del Sacro Imperio Romano Germánico el 2 de febrero de 962, mientras que Otón, por su parte, impuso al papa el Diploma Ottonianum, que confirmaba el Pactum Ludovicianum (817) y la Constitutio romana (824).
La Italia meridional nunca formó parte de los Estados Pontificios, pero sí estuvo sujeta a vasallaje de estos durante el periodo de dominación normanda. En 1059, mediante el concordato de Melfi, dimanado del concilio celebrado en esta ciudad, el papa Nicolás II otorgaba a Ricardo de Aversa la investidura del principado de Capua, y a Roberto Guiscardo la del ducado de Apulia y de Calabria, así como, para un futuro, del señorío de Sicilia. Como contrapartida a la unción episcopal con que se vieron dignificados, se comprometían estos a prestar vasallaje al sumo pontífice en todo momento. Roberto Guiscardo se mostró imparable en sus conquistas y en pocos años ocupó toda Sicilia, tomando a los musulmanes Palermo y Mesina, y a los bizantinos directamente Bari y Brindisi, y bajo su soberanía teórica Amalfi y Salerno. Cuando en 1080 Gregorio VII precisó el auxilio militar del normando, le otorgó su apostólico beneplácito a las conquistas a cambio de una formal declaración de vasallaje hacia la Santa Sede sobre todos los territorios ganados.
En las postrimerías del pontificado de Inocencio II, hacia 1143, coincidiendo con el movimiento reivindicativo municipal que se extendía por todas las ciudades de Italia, el Senado romano se hizo con buena parte del poder civil de los sucesores del apóstol Pedro. El sucesor de Inocencio, Lucio II, intentó restablecer por las armas el orden anterior y atacó el Capitolio al frente de un ejército, pero el Senado le infligió una severa derrota. Arnaldo de Brescia se puso al frente de la revolución popular y senatorial romana. Bajo su liderazgo se pidió que el papa depusiera todo poder temporal, y que él mismo y el resto del clero entregasen sus posesiones territoriales. Roma se apartó de la obediencia civil al papa y se declaró nueva república. Federico Barbarroja devolvió al papa Adriano IV el gobierno de los Estados Pontificios cuando, deseando ser coronado emperador en Roma de manos del pontífice, entró en 1155 en la ciudad con un potente ejército y apresó y ejecutó a Arnaldo de Brescia. No obstante, fue el propio Federico quien, en aras de una política expansionista que aspiraba al control de toda Italia, puso años después a los sucesores del apóstol Pedro en grave riesgo de perder sus posesiones.
Inocencio III dio un impulso decisivo a la consolidación y engrandecimiento de los Estados Pontificios. Sometió definitivamente al estamento municipal romano y privó de poderes al senado de la urbe. Recuperó el pleno dominio de aquellos territorios pertenecientes al patrimonio de San Pedro que el emperador había entregado a mandatarios germánicos, expulsando a los usurpadores de la Romaña, del marquesado de Ancona, del ducado de Spoleto y de las ciudades de Asís y de Sora. Por la fuerza de las armas, precedida de la excomunión eclesiástica, se incautó de los territorios en litigio que habían constituido las posesiones de la condesa Matilde de Toscana y que, presumiblemente, habían sido legados como herencia a la Santa Sede, pero que permanecían en posesión de vasallos del emperador. De esta forma obtuvo el reconocimiento por parte de las ciudades de Toscana de su soberanía, y con ello el norte de Italia sacudía el dominio germánico y caía bajo la órbita de la autoridad pontificia.
Por añadidura, como consecuencia de la cruzada llevada a cabo contra los albigenses en el Mediodía francés, había logrado de Raimundo VI de Tolosa la cesión de siete castillos en la región de Provenza, patrimonio que se incorporó al de la Iglesia y que luego, en 1274, sería trocado mediante acuerdo entre Gregorio X y el rey Felipe III el Atrevido por el condado de Venasque, región que comprende las tierras que se extienden entre el Ródano, el Durance y el Monte Ventoux.
Los Estados Pontificios volvieron a pasar por un difícil trance durante el imperio de Federico II (1215-1251). Dueño del reino de las Dos Sicilias e incorporadas al imperio Lombardía y Toscana tras la derrota de la liga lombarda en 1239, Federico se propuso anexionar igualmente el patrimonio de San Pedro para acaparar el dominio de toda Italia. Marchó sobre Roma, de donde se vio obligado a huir el papa Gregorio IX, se paseó desafiante y sin oposición por toda Italia, nombró gobernador del territorio peninsular a su hijo Enzio y él mismo se erigió en señor de los Estados Pontificios. El año 1253, dos después de la muerte del emperador, el papa Inocencio IV pudo regresar a Roma desde su exilio francés y retomar el gobierno de la ciudad y del resto de los dominios eclesiásticos.
Los Estados Pontificios no podían sustraerse a los acontecimientos que se estaban produciendo en la convulsa Italia de mediados del siglo XIV. Sin contar con la desvinculación de algunos feudos tradicionales de la corte romana, como Sicilia, en poder ahora de la Corona de Aragón, o el reino de Nápoles, bajo la autoridad de la casa de Anjou, el propio Estado pontificio estaba en descomposición. Así lo ponían de manifiesto casos como el de Giovanni di Vico, que se había erigido en señor de Viterbo tras hacerse con una extensa zona territorial perteneciente a los Estados Pontificios; o el de la insumisión en que se encontraba el ducado de Spoleto; o el de la fáctica independencia del marquesado de Ancona; o el de la privatización de Fermo llevada a cabo por Gentile de Mogliano y la de Camerino por Ridolfo de Varano; o el de la abierta rebeldía de los Malatesta; o el de Francesco degli Ordelaffi, que se había hecho con una gran parte de la Romaña; o el de Montefeltro que señoreaba los distritos de Urbino y Cagli; o el de la ciudad de Senigallia apartada de la obediencia al papado; o el de Bernardino y Guido de Polenta, que se habían adueñado de Rávena y de Cervia, respectivamente; o el de Giovanni y Riniero Manfredi que habían hecho lo propio con Faenza; o el de Giovanni d’Ollegio que mantenía bajo su posesión la ciudad de Bolonia.
Era precisa una actuación resuelta y aplastante contra todos aquellos rebeldes si se quería reunificar el patrimonio de San Pedro. Aprovechando la presencia en Aviñón del castellano Gil de Albornoz, arzobispo de Toledo y avezado militar, que había participado con las huestes de Alfonso XI de Castilla en la Batalla del Salado y en el sitio de Algeciras, Clemente VI le elevó al cardenalato y le confió la misión de reclutar un ejército. Dos años después (1353), entronizado ya Inocencio VI, portando una bula por la que se le nombraba legado plenipotenciario del papa para los Estados Pontificios, se aplicó Gil de Albornoz a la misión encomendada, consiguiendo militarmente todos sus objetivos. Recuperó cuantos territorios habían sido usurpados y doblegó a los altivos cabecillas de la insubordinación italiana; los Estados de la Iglesia volvían, agrupados, a la obediencia del papado. Albornoz también redactó y puso en práctica el primer marco jurídico específico para los Estados Pontificios, las Constitutiones Aegidianae (las Constituciones Egidianas –por Egidio, esto es, por Gil) que siguieron en funcionamiento hasta los Pactos de Letrán (1929) que fundan la Ciudad del Vaticano.

### Época del Renacimiento
En los albores del siglo XVI, el territorio papal se expandió enormemente, sobre todo bajo los papas Alejandro VI y Julio II. El papa se convirtió en uno de los gobernantes seculares más importantes de Italia, participando en la dinámica diplomática y guerrera con otros soberanos. No obstante, la mayor parte de los Estados Pontificios, nominalmente controlados por el papa, estaban gobernados en la práctica por pequeños príncipes territoriales que le disputaban el control efectivo. De hecho, a los papas les llevó todo el siglo XVI someter de forma directa todo el Estado.
La singularidad de Alejandro VI estriba en que concebía la organización episcopal como una monarquía personalista y ansiaba la formación de un reino centroitaliano desvinculado de la Santa Sede, cuya corona descansase sobre la cabeza de alguno de sus hijos. A tal efecto, decidió subyugar a los tiranos locales, vasallos nominales de Roma pero que gobernaban a su antojo sus respectivos feudos. Con su hijo Juan de Borja y Cattanei, II duque de Gandía, a la cabeza de los ejércitos pontificios fueron cayendo los castillos de Cervetri, Anguillara, Isola y Trevignano, acciones por las que le nombró duque de Benevento y señor de Terracina y Pontecorvo. Cuando Juan murió asesinado, el papa encomendó la capitanía de sus ejércitos a otro de sus hijos: César Borgia. Con la ayuda militar francesa, César tomaba en 1499 las ciudades de Imola y Forlì, gobernadas por Catalina Sforza, y luego la de Cesena. Más tarde se apoderó de Rímini, señoreada por Pandolfo Malatesta y de Faenza, de Piombino y su aneja isla de Elba, de Urbino, Camerino, Città di Castello, Perusa y Fermo, y por fin de Senigallia. De todo ello pasaba a ser dueño el hijo del sucesor del apóstol Pedro, a quien este había nombrado soberano de la Romaña, Marcas y Umbría.
El empeño del papa Julio II (1503-1513) consistió en devolver a la Iglesia las posesiones de que los de Borja o Borgia se habían apropiado. En algunos casos lo consiguió con facilidad; en otros, por la fuerza de las armas. Perusa y Bolonia quedaron reintegradas en los Estados Pontificios de esta manera en 1506. Venecia amenazaba con competir con la Santa Sede por el dominio de Italia; para atajar este peligro, Julio II formó la Liga de Cambrai con la intervención de Francia, España, el Sacro Imperio, Hungría, Saboya, Florencia y Mantua. Venecia no pudo oponer resistencia a tan potente enemigo y resultó derrotada en la batalla de Agnadello en 1509, dejando al papa sin rival. Con la ayuda de España trató luego de desembarazarse de la presencia en suelo italiano de los franceses, dueños de Génova y Milán. Lo consiguió tras dura lucha, pero lo que nunca lograría es liberar a Italia del dominio español que perduraría intensa y prolongadamente, en especial durante los reinados de Carlos I y Felipe II, aunque estos nunca acrecentaron sus posesiones a costa de los Estados Pontificios. Por el contrario, Felipe II, si bien contra sus deseos, no impidió que el papa Clemente VIII anexionase a los bienes de la Iglesia el Ducado de Ferrara el 29 de enero de 1598. La expansión territorial continuaría en años posteriores, con la anexión del Ducado de Urbino, en 1631 y el Ducado de Castro, en 1649.

### Movimientos revolucionarios

Mapa de Italia en 1796, mostrando los Estados Pontificios antes de las guerras Napoleónicas que cambiaron el mapa de Italia.

El condado Venesino y Aviñón pertenecían a los Estados Pontificios, formando un enclave en suelo francés. Estas posesiones fueron confiscadas durante la Revolución francesa, siendo papa Pío VI (1775-1799).
La invasión napoleónica de Italia en 1797, supuso la pérdida de Bolonia, Ferrara y Forlì, anejadas a la República Cisalpina y además no se detuvo ante las puertas de Roma: un año después las tropas francesas entraban en la ciudad. Unidos a los franceses, los revolucionarios italianos exigieron del papa la renuncia a su soberanía temporal. El 7 de marzo de 1798 se declaró la I República Romana y el papa fue apresado y deportado a Francia. Napoleón Bonaparte quiso regularizar las relaciones con la Iglesia, lo que quedó plasmado en el Concordato que Francia y la Santa Sede firmaron en 1801. El papa –lo era entonces Pío VII– regresó a Roma, de donde retornó a París para coronar emperador a Napoleón en 1804. Pero el papa supuso pronto un estorbo en los planes del emperador, en noviembre de 1807 las tropas francesas ocupaban Urbino, Macerata, Fermo y Spoleto. El 6 de julio de 1809 se adueñó de los Estados Pontificios, los incorporó al Imperio francés y retuvo a Pío VII como prisionero en Savona. Tras las derrotas de Napoleón, el papa pudo recuperar sus posesiones en 1814; en el Congreso de Viena de 1815, se reconoció la pervivencia de los Estados Pontificios dentro del nuevo orden europeo, aunque con una ligera merma territorial (Occhiobello, Canaro, Ariano nel Polesine y Corbola) de 370 Kilómetros cuadrado que fueron a parar al Imperio austríaco; el Condado Venaissin se mantuvo en manos de Francia.

Bandera de los Estados Pontificios (1808-1870)

El espíritu revolucionario francés se extendió también por Italia. En 1831, el mismo año en que era nombrado papa Gregorio XVI, estalló un levantamiento en Módena, seguido de otro en Reggio y poco después en Bolonia, donde se arrió la bandera episcopal y se izó en su lugar la tricolor. En cuestión de semanas, todos los Estados Pontificios ardían en la hoguera revolucionaria y se proclamaba un Gobierno provisional. En torno a la Marca se creaba el «Estado de las Provincias Unidas» de la Italia central. Gregorio XVI no contaba con efectivos militares suficientes para contener un movimiento de aquellas proporciones; necesitó la ayuda extranjera, que en esta ocasión le vino de Austria. En febrero de 1831, las tropas austriacas entraban en Bolonia forzando la salida del «Gobierno provisional», que se refugió en Ancona; en dos meses la rebelión quedó de momento sofocada. Con verdadera urgencia se dieron cita en Roma representantes de Austria, Rusia, Inglaterra, Francia y Prusia, las cinco grandes potencias del momento, para analizar la situación y elaborar un dictamen sobre las reformas que a su juicio era necesario introducir en la administración de los Estados Pontificios. No todas las sugerencias realizadas en tal sentido fueron aceptadas por Gregorio XVI, pero sí las suficientes como para que los cambios en materia de justicia, administración, finanzas y otras fuesen palpables.
A pesar de ello, estos pequeños logros no fueron suficientes para satisfacer las exigencias de los exaltados revolucionarios. A finales de ese mismo año de 1831, la rebelión se propagaba otra vez por los Estados de la Iglesia. Las tropas austriacas, cuya presencia constituía una garantía de estabilidad y orden, habían regresado a sus bases de origen; fue preciso pedir de nuevo su intervención, cosa que llevó a cabo solícitamente el general Radetzky. Unidas sus fuerzas a las del papa, fue tarea fácil tomar Cesena y Bolonia, focos de la protesta revolucionaria. Francia, por su parte, desplegó algunos destacamentos en Italia y ocupó Ancona, que fue desalojada en 1838. Después de unos años de calma, la agitación revolucionaria se hizo notar en 1843 en Romaña y Umbría. En 1845 fuerzas sublevadas se apoderaron de la ciudad de Rímini. Pudieron ser expulsadas aunque no reducidas, de forma que, si bien abandonaron Rímini, llevaron la revolución a Toscana.

### Unificación italiana y fin de los Estados Pontificios

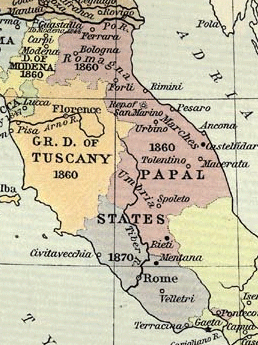
Mapa de los Estados Pontificios; el área rojiza fue anexionada al Reino de Italia en 1860, el resto (en color gris) en 1870.

Los aires revolucionarios que soplaban con fuerza por toda Italia derivaron en corrientes impulsoras de la unidad nacional. El rey sardo-piamontés Carlos Alberto asumió las iniciativas en pro de tal unidad y declaró la guerra a Austria. El papa Pío IX no quiso unirse a la causa, actitud que no le perdonó el pueblo romano. Estalló la rebelión y Pío IX tuvo que huir de Roma en noviembre de 1848. Se abolió el poder temporal del papa y se proclamó la II República Romana. Se organizó un contingente militar aportado por diversas naciones católicas, y el 12 de abril de 1850, el sucesor del apóstol Pedro regresaba a Roma, abolida la efímera república. Durante el verano de 1859 algunas ciudades de la Romaña se levantaron contra la autoridad del papa y adoptaron la plebiscitaria resolución de anexionarse al Piamonte, lo que se llevó a efecto en marzo de 1860. Ese mismo año, Víctor Manuel solicitó formalmente del papa la entrega de Umbría y de Marcas, lo que Pío IX rehusó hacer. Las tropas piamontesas se enfrentaron a las del papa, que resultaron derrotadas en Castelfidardo (18 de septiembre) y en Ancona (30 de septiembre). La Iglesia se vio desposeída de aquellas regiones que, en unión de la de Toscana, de Parma y de Módena —estas por voluntad propia expresada mediante plebiscitos—, se anexionaron al creciente reino de Piamonte-Cerdeña (noviembre de 1860), que pasaba a denominarse reino de Italia del Norte. Los Estados Pontificios quedaban definitivamente desmembrados y reducidos a la ciudad de Roma y su entorno, donde el papa, bajo la protección de las tropas francesas, siguió por el momento ejerciendo su declinada autoridad civil.
En 1870 estalló la guerra franco-prusiana y el emperador francés Napoleón III precisó disponer de todos los efectivos militares, incluidas las unidades de guarnición en Roma. Italia fue aliada de Prusia en esta contienda, por lo que contó con el beneplácito del Canciller de Alemania Otto von Bismarck para actuar sin reparos contra las posesiones del pontífice profrancés. Pío IX reunió ocho mil soldados en un desesperado intento de resistir, pero el insuficiente ejército episcopal no pudo contener a las divisiones italianas que marcharon sobre Roma. El 20 de septiembre de 1870 entraban en la capital del reino de Italia, en cuyo palacio del Quirinal establecía su corte el rey Víctor Manuel II. El 20 de septiembre de 1900, con motivo del XXX aniversario de la ocupación de Roma, los Estados Pontificios eran disueltos.
Desde el comienzo de su pontificado, el papa Pío IX se vio envuelto en la vorágine histórica que significó el proceso de unificación de Italia. Esta implicaba necesariamente el fin de los Estados Pontificios, a lo que Pío IX se opuso tenazmente. El papa Pío IX se autoproclamó prisionero en el Vaticano cuando el reino episcopal en Roma terminó por la fuerza. Los Estados Pontificios fueron incorporados al nuevo Reino de la Italia unificada, bajo el rey Víctor Manuel II. La ciudad de Roma se convirtió en su capital.
El 11 de febrero de 1929, Pío XI y Benito Mussolini suscribieron los Pactos de Letrán, en virtud de los cuales la Iglesia reconocía a Italia como Estado soberano, y esta hacía lo propio con la Ciudad del Vaticano, pequeño territorio independiente de 44 hectáreas bajo jurisdicción del papado.

## Organización territorial

Organización territorial de los Estados Pontificios alrededor del año 1850.

En naranja, la Comarca de Roma, que no era una delegación, sino una provincia con carácter especial.

### 1816-1870
Desde la Restauración y hasta la toma de Roma, los Estados Pontificios se dividieron administrativamente en 17 delegaciones apostólicas, circunscripciones territoriales establecidas por Pío VII el 6 de julio de 1816:   
- Comarca de Roma
- Delegación de Bolonia
- Delegación de Ferrara
- Delegación de Forli
- Delegación de Ravena
- Delegación de Urbino y Pesaro
- Delegación de Macerata
- Delegación de Ancona
- Delegación de Fermo
- Delegación de Ascoli
- Delegación de Camerino
- Delegación de Perugia
- Delegación de Spoleto
- Delegación de Rieti
- Delegación de Frisione
- Delegación de Benevento
- Delegación de Viterbo
- Delegación de Civitavecchia

### sigloXVI-XVII
Hasta finales del siglo XVI, la organización territorial de los Estados Pontificios se basaba todavía en las Constituciones Egidianas (1357) y en la tradicional división de todo el territorio en cinco provincias: Patrimonio de San Pedro, Campania y Maritima, Ducado de Spoleto, Marca Anconitana y Provincia Romandiolæ.

### sigloXVIII
Al comienzo del siglo XVIII Clemente XI, De esta manera, se pretendía llevar a cabo un control más generalizado sobre el territorio y mitigar los efectos nocivos de los numerosos privilegios aristocráticos y municipales que impedían el correcto funcionamiento de la maquinaria estatal.
La nueva y más compleja división provincial, aún no trazada en 1701, en el momento del primer censo (parcial) del siglo XVIII, se implementará plenamente en los veinte años siguientes y se reflejará íntegramente en el censo posterior (1767-1769). Esta división incluía:
- Doce provincias: Lacio, Patrimonio de San Pedro, Campania y Maritima, Sabina, Ducado de Spoleto, Perugia, Marca Anconitana, Urbino, Montefeltro, Romaña, Bolonia y Ferrara
- Una legación extraterritorial: Aviñón
- Un condado: Contado Venassino
- Dos territorios dependientes: Benevento y Pontecorvo.

Así se distinguieron en:
- Legaciones: de Bolonia, Romaña o Rávena, Ferrara, Urbino y Pesaro, Aviñón y la campiña de Venassino; Territorios del Patrimonio de San Pedro, Campania y Maritima, Lacio o campiña romana;
- Delegaciones: Fano, Camerino, Iesi
- Rectorías: Montefeltro y Pennabilli, Sabina
- Gobiernos: Perugia, Città di Castello, Pontecorvo;
- Países titulados (gobiernos): Ducado de Spoleto, Ducado de Castro y Ronciglione, Ducado de Bracciano, Ducado de Benevento, Marca Anconitana, Marca de Fermo, Prefectura de la Montaña (Norcia)
- Feudos autónomos:
  - Ducado de Salci, a los príncipes Benelli Ghislieri (1568-1816)
  - Condado de Castiglione de' Gatti, ai Pepoli (1340-1796)
  - Condado de Bagni di Porretta, de los Ranuzzi (1474-1797)
  - Condado de Civitella Ranieri, a los Ranieri (1078-1816)
  - Condado de Piobbico, a los Brancaleoni (1100-1816)
  - Condado de Reschio, a Bichi Ruspoli (1355-1817).

## Banderas en orden cronológico

Uso normal entre 928-1803
Uso normal entre 1803-1825
Uso normal entre 1825-1849
Bandera de la República Romana en el año 1849
Uso normal entre 1849-1870
Uso normal entre 1862-1870

## Fuerzas armadas
Con base en una consideración genérica se puede afirmar que el Estado de la Iglesia ha intentado defender los bienes materiales y su autonomía religiosa, recurriendo, en primera instancia, al poder religioso, especialmente al de la excomunión, o más raramente al de entredicho, pero cuando esto no bastara, también hacía uso de las armas.

### Ejército
El Ejército del Estado de la Iglesia o Ejército del Estado Pontificio fue el ejército al servicio del papado. Constituido a partir de la Edad Media, fue disuelto en 1870 con la captura de Roma y la unificación de Italia.

### Armada
La armada papal tuvo presencia desde la Edad Media. Sin embargo, nunca fue de una fuerza considerable ni igualaba el poder naval de otros Estados italianos. Esta fuerza papal naval se mantuvo hasta la incorporación de los Estados Pontificios al Reino de Italia.

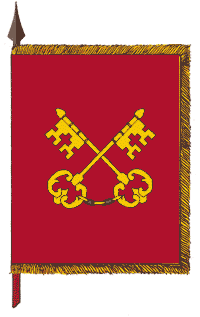
Estandarte de batalla
Enseña naval